# Muzeum Apartheidu
Muzeum Apartheidu (afrikánsky Apartheidsmuseum) se nachází v Johannesburgu v Jihoafrické republice. Ukazuje a zobrazuje historii JAR od počátků vzniku podmínek pro apartheid, jeho vzestup, kdy docházelo k segregaci černých a jiných obyvatel státu, až po jeho pád. Samostatnou výstavu zde má Nelson Mandela. Muzeum bylo otevřeno v roce 2001 a znovuotevřeno po pandemii covidu-19 v dubnu 2022. Několikrát ročně probíhají tématizované výstavy a akce.
Muzeum vzniklo v souvislosti s projektem výstavby casina. Jeho provozovatel musel podpořit rozvoj instituce, která měla pozitivní společenský dopad a zároveň významný vliv na rozvoj turistiky. Tím vzniklo toto muzeum.

## Vybrané stálé výstavy

### Pilíře ústavy
Jedná se o první „výstavu“, kterou návštěvníci muzea spatří. Tvoří ji 7 vysokých hranolových pilířů na nádvoří muzea. Každý pilíř představuje jednu mravní hodnotu zakotvenou v ústavě Jihoafrické republiky – demokracii, rovnost, sladění, různorodost, zodpovědnost, respekt a svobodu.

### Rozdělení ras

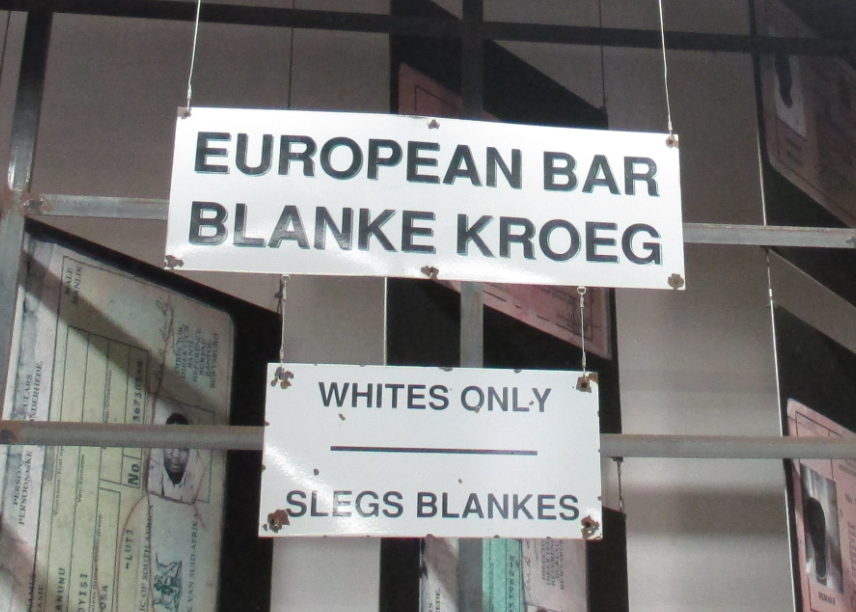
Cedule označující vstup "pouze pro bílé".

Tvoří vstup do výstavních prostor. V JAR od roku 1950 na základě Population Registration Act platilo třídění lidí do 4 skupin: původní obyvatelstvo, barevní, bílí a Asiaté, což ovlivňovalo jejich životní možnosti. Návštěvníci jsou rozděleni na bílé a nebílé na základě svých vstupenek, kde je rozdělení generováno náhodně (podobně jako neexistuje sociální výběr pro jedince, kam se narodí). A podle segregace na základě vstupenky a patřičného vstupu návštěvník prochází danou částí výstavy.

### Cesty
Ukazuje historii konkrétních rodin z počátku zlaté horečky v Johanesburgu v 80. letech 19. století. To přilákalo mnoho lidí nejen z různých částí jižní Afriky, ale z celého světa. Ti přirozeně vytvářeli manželské svazky napříč rasami a zeměmi původu. A právě tomu měla segregace zabránit.

### Segregace
V roce 1910 došlo k prvnímu sjednocení „národa“ Jižní Afriky. Ovšem černým obyvatelům a bílým ženám nebylo dovoleno volit, segregace byla oficiálním politickým diskurzem.

### Apartheid
Tato výstava vysvětluje sociální a politické problémy vedoucí k apartheidu, jako byly například nacionalismus a bílá chudina (chudí běloši).

### Domovina
Pojednává o politice přiřazení tzv. Domoviny na základě etnicity každému černému obyvateli kvůli politice segregace. Mezi lety 1960–1994 bylo nuceně vysídleno více než 3 500 000 černochů a jejich půda byla za minimální hodnotu prodána bílým farmářům. Přesídlení obyvatelé se nebyli schopni v určené „domovině“ uživit, a tak mnoho z nich museli pracovat jako dělníci v jihoafrických městech, což vedlo k dalším sociálním problémům.